# کارآگاه محله چینی‌ها
کارآگاه محله چینی‌ها (به چینی: 唐人街探案) Detective Chinatown یک فیلم سینمایی چینی محصول سال ۲۰۱۵ در ژانر کمدی - زوج هنری و فیلم معمایی به کارگردانی چن سیچنگ و با بازی وانگ بائوکیانگ و لیو هوران است. این فیلم در تاریخ ۳۱ دسامبر ۲۰۱۵ در چین عرضه شد. دنباله‌های این فیلم با عناوین کارآگاه محله چینی‌ها ۲ در فوریه ۲۰۱۸ اکران شد. فیلم سوم این مجموعه با عنوان کارآگاه محله چینی‌ها ۳  در سال ۲۰۲۰ اکران شد.